# Estadio Chochi Sosa
El Estadio de Béisbol Hector Chochi Sosa fue inaugurado en 1989, junto al complejo del que forma parte, la Villa Olímpica de Tegucigalpa. 

## Historia

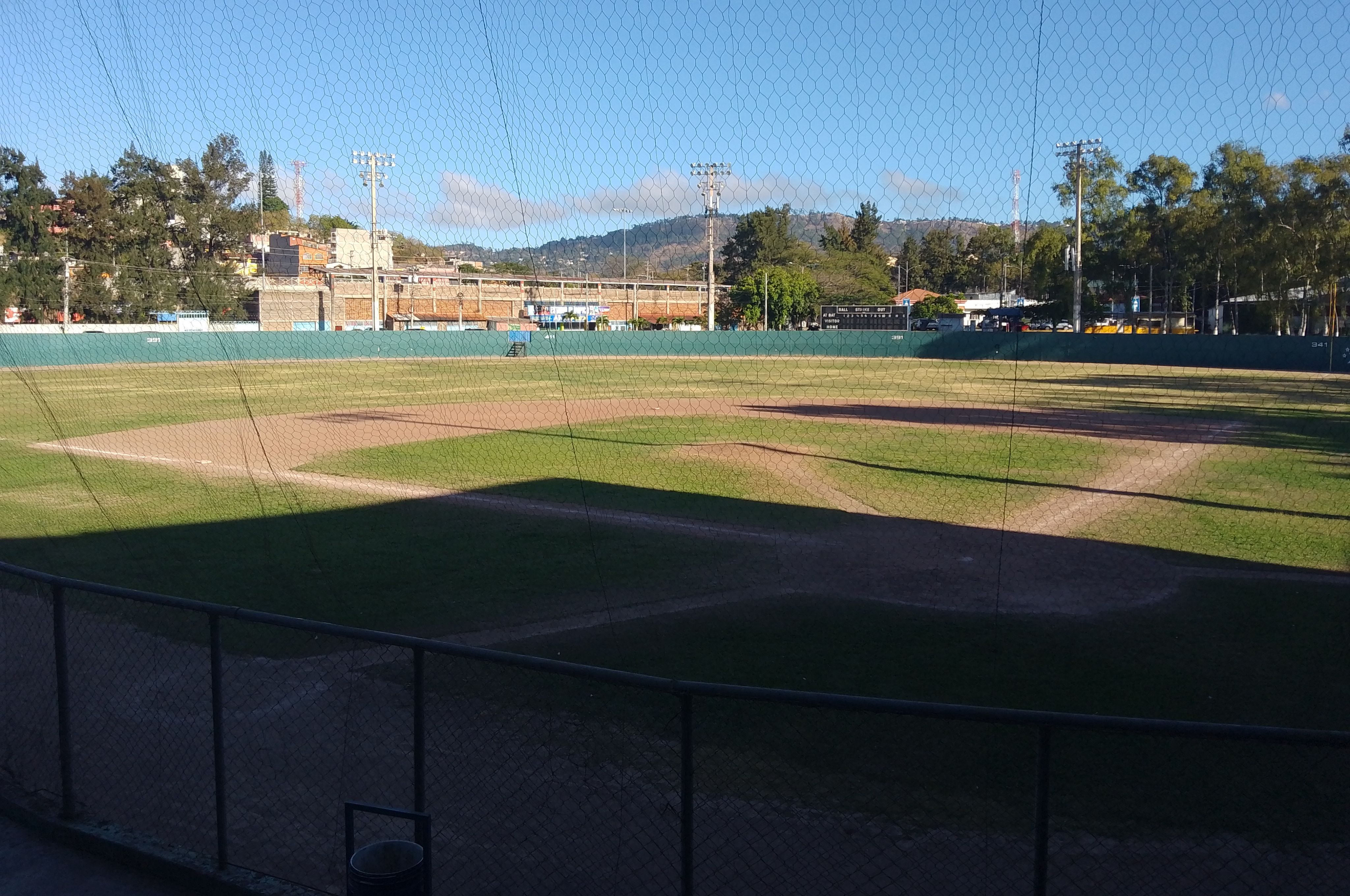
Vista al campo de juego.

El Estadio Chochi Sosa fue construido en el año de 1989 en la Villa Olímpica de Tegucigalpa durante el gobierno del Presidente liberal José Azcona del Hoyo. Pertenece al gobierno de Honduras, es un complejo deportivo público y es mantenido por la Comisión Nacional de Deporte (CONDEPOR) con un presupuesto de 10 millones de lempiras al mes. 
El Estadio es utilizado para practica de Baseball y para conciertos, dentro de los más memorables  que ha alojado han sido de artistas como Carlos Vives, Alejandro Fernández, Luis Miguel, Chayanne, Marco Antonio Solís, y Los Tigres del Norte.

## Localización

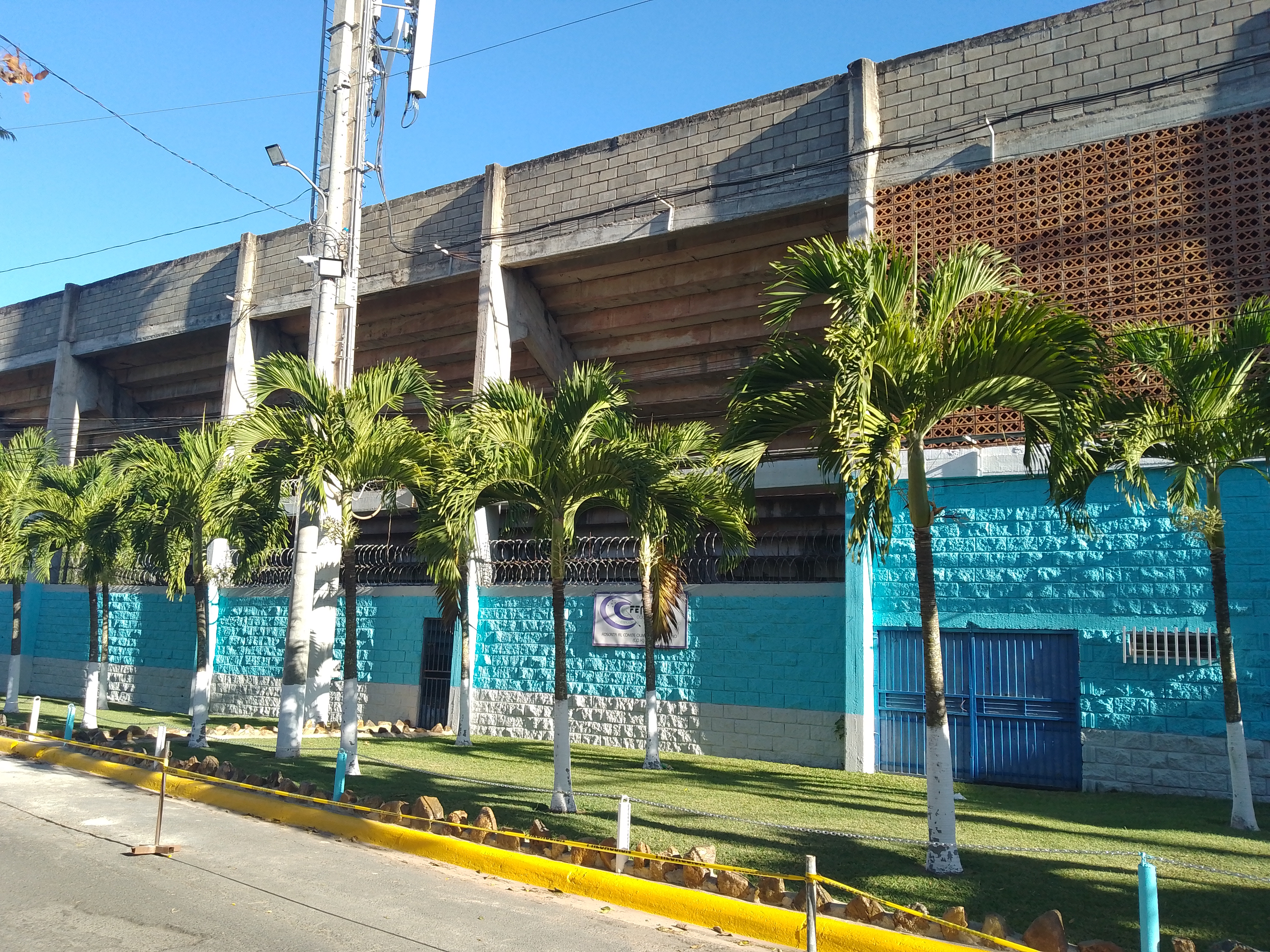
Vista del estadio por fuera.

El estadio Chochi Sosa forma parte del grupo de estadios que conforman la Villa Olímpica de Tegucigalpa, a inmediaciones del Anillo Periférico de Tegucigalpa.  

## Conciertos
- Alejandro Sanz
- Alejandro Fernández
- Yuri
- Ricardo Arjona
- Carlos Vives
- Vicente Fernández
- Ana Gabriel
- Daddy Yankee
- Marco Antonio Solís
- Vilma Palma e Vampiros
- Paulina Rubio
- Los Tigres del Norte
- Wisin & Yandel
- Luis Miguel
- Aventura
- Héctor "El Father"
- J Balvin
- RBD
- Juan Gabriel
- Christian Nodal
- Juan Luis Guerra
- David Guetta
- Karol G
- Feid
- Los Temerarios
- Juanes
- Maná
- Pepe Aguilar
- Marc Anthony
- Don Omar
- CNCO
- Arcangel
- De la Ghetto
- Morat
- Chayanne

Entre muchos otros.